# Nikos Sampson
Nikos Giorgiades Sampson (även Nicos; grekiska: Νίκος Σαμψών), född 16 december 1934 i Famagusta, död 9 maj 2001 i Nicosia, var de facto Cyperns president. Han efterträdde ärkebiskop Makarios efter en statskupp 1974.

## Biografi
Sampson var journalist och medlem av EOKA, en grekcypriotisk gerillaorganisation som motsatte sig den brittiska koloniala administrationen och sökte enosis (union) av ön Cypern med Grekland. Som medlem av EOKA poserade han ofta som journalist och mördade brittiska soldater och greker som misstänktes för att ha samarbetat med britterna och rapporterade sina mord som första reporter på plats. Han dömdes till döden för mord på en brittisk polis 1957 men fick dödsdomen omvandlad till livstids fängelse efter att han klagat på att han erkänt brottet under tortyr. Efter tre år i brittisk fängelse släpptes han när Cypern blev självständigt.
Vid sin återkomst till Cypern hyllades Sampson som en hjälte. Han blev snart redaktör för tidningen Makhi (Strid), och ackumulerade snabbt kapplöpningshästar och snabba bilar från cypriotiska affärsmän ivriga att visa sin patriotism. I sin tidning sade han att han hade dödat minst 15 poliser och civila. Enligt britterna hade han som EOKA:s främsta bödel förmodligen dödat fler. Under 1960-talet blev Sampson en bitter motståndare till president Makarios och var i spetsen för dem som fortsatte att kräva enosis med Grekland. Hans utbrott i sidorna i sin tidning gjorde mycket för att hetsa förbindelserna mellan grek- och turkcyprioter. Vid den tiden sade Sampson att politik uttråkade honom, men hävdade att han utövade mer makt än någon medlem av kabinettet. Trots sitt förakt för den demokratiska processen valdes han in i parlamentet 1970.
Efter statskuppen 1974 av grekiska militärjuntan, utnämndes han till president den 15 juli 1974 och förblev i den positionen i åtta dagar. Efter den turkiska invasionen av Cypern den 20 juli avgick han. Han dömdes 1977 till tjugo års fängelse för sin del i statskuppen, den enda personen som åtalades över huvud taget för denna händelse. Två år senare tilläts han åka till Frankrike för medicinsk behandling och stannade där i 12 år. Han bodde då i Paris där han drev en nattklubb. Han fängslades vid sin återkomst men släpptes senare. Efter sin frigivning från fängelset 1991 blev han förläggare. Han dog av cancer 2001 på en klinik i huvudstaden Nicosia.